# Baie Sainte Anne
Baie Sante Anne è uno dei 26 distretti delle Seychelles, che comprende la parte settentrionale dell'isola di Praslin.
Al 2019 si stimava una popolazione di 4 786 abitanti.